# Cantó d'Ajaccio-2
El cantó d'Ajaccio-2 és una divisió administrativa francesa situat al departament de Còrsega del Sud i la regió de Còrsega.

## Geografia
El cantó s'organitza al voltant d'Ajaccio dins el districte d'Ajaccio. La seva altitud varia de 0 m (Ajaccio) a 787 m (Bastelicaccia) amb una altitud mitjana de 38 m.

## Consellers generals
| Data d'elecció | Identitat    | Partit | Qualitat |
| -------------- | ------------ | ------ | -------- |
| 2001-2008      | Jean Luciani | DVD    |          |
| 2008           | Jean Luciani | UMP    |          |

## Composició
| Ajaccio | 52 880 (1) | 20000 | 2A004 |

(1) Fracció de comuna